# 浜松西郵便局
浜松西郵便局（はままつにしゆうびんきょく）は静岡県浜松市中央区にある郵便局。民営化前の分類では集配普通郵便局であった。

## 概要
住所：〒432-8799 静岡県浜松市中央区西伊場町55-1

### 分室
- ゆうパック分室

〒432-8998 静岡県浜松市中央区神田町1223
2011年（平成23年）8月28日、旧郵便事業浜松ターミナル支店跡地に、ゆうパック専門拠点として設置。ゆうゆう窓口の設置はないが、事務所前に郵便ポストが設置されている。

## 沿革
- 1973年（昭和48年）4月16日 - 浜松西郵便局として、浜松市西伊場町に開局。同日入野郵便局[1]から集配業務を移管[2]。
- 1993年（平成5年）7月1日 - 外国通貨の両替および旅行小切手の売買に関する業務取扱を開始。
- 2007年（平成19年）10月1日 - 民営化に伴い、併設された郵便事業浜松西支店に一部業務を移管。
- 2011年（平成23年）8月28日 - 郵便事業浜松ターミナル支店の廃止に伴い、その跡地に、郵便事業浜松西支店ゆうパック分室を設置。
- 2012年（平成24年）10月1日 - 日本郵便株式会社の発足に伴い、郵便事業浜松西支店を浜松西郵便局に統合。
- 2015年（平成27年）8月31日 - 宇布見郵便局から「431-01xx」区域の集配業務を移管。

## 取扱内容
- 郵便、印紙、ゆうパック、内容証明
- 貯金、為替、振替、振込、国際送金、外貨両替・トラベラーズチェック、国債、投資信託
- 生命保険、バイク自賠責保険、自動車保険、がん保険、引受条件緩和型医療保険、変額年金保険
- ゆうちょ銀行ATM
- 郵便番号の上2桁が43の地域（静岡県西部および愛知県北設楽郡豊根村富山）あての郵便物を配達局ごとに区分する業務（地域区分局）
  - ただし、ゆうパックの仕分け業務は、ゆうパック分室が担当する。ゆうパック分室は、ゆうゆう窓口の設置がないため、一般顧客の利用は不可。
- 「432-80xx」「431-01xx」区域（浜松市中央区の一部）の集配業務
- ゆうゆう窓口

## 風景印
- 表記は『浜松西』
- 図案は『蜆塚遺跡のテングニシ・オオタニシ・復元家屋』・『佐鳴湖』
- 使用開始日は1975年（昭和50年）7月1日

## 周辺
- JR東海 浜松工場
- 佐鳴湖

## アクセス
- 遠鉄バス20志都呂宇布見線「西伊場」停留所から徒歩約4分。（浜松駅バスターミナルから20山崎行または20舞阪駅行バスで約15分。）
- 東名高速道路 浜松西ICから南へ約9km
- 駐車場あり：18台